# Левашёв, Фёдор Степанович
Фёдор Степанович Левашёв (1822—1899) — генерал от инфантерии, герой Кавказской войны.

## Биография
В военную службу вступил 12 сентября 1842 года прапорщиком в пехоту. Служил на Кавказе и принимал участие в военных действиях против горцев.
Во время Восточной войны он сражался с турками в Закавказье.
С 1856 года в чине майора состоял в новосформированном Крымском пехотном полку. 13 сентября 1857 года Левашёв был награждён орденом св. Георгия 4-й степени
За отличное мужество и распорядительность, оказанные им при высадке 21-го июня 1857 г. отряда войск наших близ укрепления Геленджик и за взятие неприятельских укреплений с шестью орудиями.
В этом бою он был ранен пулей в голову.
В августе того же года он отличился под Анапой и в конце сентября был произведён в подполковники, а 13 декабря ему была пожалована золотая драгунская сабля с надписью «За храбрость».
В 1859 году Левашёв был произведён в полковники, командовал Ставропольским пехотным полком. Вскоре после образования Закубанского Шапсугского военного отряда, он принял под свое командование всю пехоту.  2 января 1864 года получил чин генерал-майора с назначением помощником начальника 39-й пехотной дивизии, в 1866 году, совместно с генералом Д.И.Святополк-Мирским десантировался в устье р. Псырцха (Абхазия) для подавления восстания абхазцев, в начале 1868 года назначен командующим этой дивизией и с производством 16 апреля 1872 года в генерал-лейтенанты утверждён в занимаемой должности.
С 1875 года Левашёв числился по армейской пехоте без должности, в 1883 году состоял в запасе и с 1884 года был директором Николаевской Измайловской военной богадельни. 30 августа 1886 года произведён в генералы от инфантерии. 11 сентября 1888 года Левашёв был уволен в запас армейской пехоты.
Скончался в Санкт-Петербурге 26 января 1899 года, похоронен на Тихвинском кладбище Александро-Невской лавры.

## Награды
Среди прочих наград Левашёв имел ордена:
- Орден Святой Анны 4-й степени (1848 год)
- Орден Святой Анны 3-й степени с бантом (1851 год)
- Орден Святой Анны 2-й степени (1852 год, императорская корона и мечи к этому ордену пожалованы в 1856 году)
- Орден Святого Георгия 4-й степени (13 сентября 1857 года, № 10029 по кавалерскому списку Григоровича — Степанова)
- Золотая драгунская сабля с надписью «За храбрость» (13 декабря 1857 года)
- Орден Святого Владимира 3-й степени с мечами (1861 год)
- Орден Святого Станислава 1-й степени (1866 год)
- Орден Святой Анны 1-й степени с мечами (1870 год)